# Elmer Symons
Elmer Symons (* 14. Februar 1977 in Ladysmith, Südafrika; † 9. Januar 2007 in Marokko) war ein südafrikanischer Motorradrennfahrer.

## Leben und Karriere
Symons begann seine Karriere als Endurofahrer 1996 in seiner südafrikanischen Heimat. Nach seinem Umzug in die Vereinigten Staaten im Jahr 2003 konnte er in zahlreichen regionalen Wettbewerben gute Platzierungen erzielen. In den Jahren 2005 und 2006 nahm er als Mechaniker an der Rallye Dakar teil, 2007 ging er erstmals als deren Teilnehmer an den Start. 142 Kilometer nach dem Start der 4. Etappe von Errachidia nach Ouarzazate verunglückte er auf seiner eigenen KTM tödlich. Symons ist das 54. Todesopfer in der Geschichte der Rallye Dakar.